# دبليو دبليو إف سوبر ستارز 2
دبليو دبليو إف سوبر ستارز 2 هي لعبة فيديو من تطوير شركة سكيلبتيرد سوفت وير ونشرتها شركة إل جاي إن وتم إصدارها في أمريكا الشمالية في عام 1992.